# Mark McGrath
Mark Sayers McGrath (Hartford, Connecticut; 15 de marzo de 1968) es un cantante estadounidense, líder de la banda de música rock Sugar Ray. McGrath es también el conductor de los programas televisivos Extra y Pussycat Dolls Present: The Search for the Next Doll.

## Biografía

### Primeros años
McGrath nació en Hartford, Connecticut pero creció en Newport Beach, California. Se graduó de la Escuela Secundaria Corona del Mar, y más tarde obtuvo un título en Comunicaciones en la Escuela Marshall de Negocios, de la Universidad de California del Sur en Los Ángeles. Trabajó como camionero antes de tener éxito con la música.
Mark hizo su debut en Broadway en la obra Little Me en 1982. También apareció en los musicales Los tres mosqueteros (1984) y The Scarlet Pimpernel (1998).

### Carrera

#### Carrera como músico
McGrath conoció y comenzó a cantar en una banda llamada Shrinky Dinx en 1992. En 1994, la banda cambió su nombre a Sugar Ray debido un conflicto legal con el fabricante de Shrinky Dinks, Milton Bradley. Sugar Ray firmó un contrato con Atlantic Records, pero su primer álbum no tuvo éxito. La banda consiguió un éxito que alcanzó los primeros puestos de los principales rankings del mundo, «Fly» en 1997, y desde ese entonces comenzaron a ser reconocidos alrededor del mundo. 
La popularidad personal de McGrath creció cuando apareció en las portadas de revistas estadounidenses tales como Rolling Stone y Spin. También hizo numerosas apariciones en MTV, VH1, y en talk shows y entregas de premios. La revista People lo nombró el «Rockero más atractivo» de 1998. En 1999 McGrath fue miembro del proyecto de corta duración The Wondergirls junto a Scott Weiland de Stone Temple Pilots.
Contribuyó en la grabación de la canción «Reaching Out» en Strait Up, un álbum tributo a la vocalista Lynn Strait. Apareció en el vídeo de «Angel's Son», otra canción compuesta para el álbum —por Sevendust— y dio una actuación con la banda durante su presentación en The Tonight Show with Jay Leno.
En 2004, fue el artista principal junto a Stephan Jenkins de Third Eye Blind en The Justice Ball, un proyecto anual que se lleva a cabo en Los Ángeles, el cual dona el dinero recaudado para caridad. Su actuación se llevó a cabo en el Hollywood Palladium en Hollywood, California.

#### Carrera como actor y conductor
En los años 2000, comenzó a hacer apariciones como estrella invitada en programas televisivos tales como Las Vegas y North Shore, además de actuar junto con el resto de Sugar Ray en la película de 2002 Scooby-Doo. Tuvo un cameo en la película de 1997 Father's Day. 
McGrath comenzó su temporada como coconductor en el programa de televisión Extra el 13 de septiembre de 2004. Abandonó el programa en julio de 2008 para trabajar con la música. También fue uno de los jurados invitados en las audiciones de American Idol que fueron emitidas en Estados Unidos a principios de 2005. McGrath obtuvo el papel de Dex Lawson en la serie de The WB Charmed en 2005, pero debió abandonarlo debido a la falta de tiempo para grabar, siendo reemplazado por Jason Lewis.
McGrath es el actual conductor de Pussycat Dolls Present: The Search for the Next Doll.

## Discografía

### ConSugar Ray
Álbumes de estudio:
- 1995: Lemonade and Brownies
- 1997: Floored
- 1999: 14:59
- 2001: Sugar Ray
- 2003: In the Pursuit of Leisure
- 2009: Music for Cougars
- 2019: Little Yachty